# Görel Bohlin
Görel Ruth Charlotte Bohlin, född 6 november 1930 i Östersund, är en svensk politiker som var riksdagsledamot för Moderaterna 1979–1991 och var den första kvinnan på posten som landshövding i Västerbottens län mellan 1992 och 1995. Som landshövding engagerade hon sig i jämställdhets- och likabehandlingsfrågor och instiftade bland annat Görel Bohlins genusforskarpris, som varje år delas ut till framstående genusforskare vid Umeå universitet.
Tidigare har hon även varit ledamot i kommunfullmäktige i Sigtuna. Under sin tid i riksdagen gjorde hon sig mest känd för sitt engagemang i trafikpolitiska ärenden, och satt i Trafikutskottet 1982–1992. Hon var suppleant i Nordiska Rådet 1988 till 1991 och suppleant i Europarådet 1991 till 1992.. 
Mellan år 1992 och 2002 var hon även ledamot i Prins Gustaf Adolfs och Prinsessan Sibyllas minnesfond, en stiftelse som ger bidrag till projekt till för barn och ungdomar.